# Luis Mauricio Fernández de Córdoba y Figueroa
Luis Francisco Mauricio Fernández de Córdoba y Figueroa (Montilla, 22 de setembre de 1650-Madrid, 23 d'agost de 1690) va ser un aristòcrata castellà, VII marquès de Priego i VII duc de Feria, a més de posseïdor de molts altres títols i senyories, i cap de les cases de Córdoba i Aguilar. Va ser també cavaller de l'Orde del Toisó d'Or, creat el 18 d'octubre de 1687. Era fill de Luis Ignacio Fernández de Córdoba i de Mariana Fernández de Córdoba-Cardona y Aragón. Va morir el 1690 a Madrid, i va ser enterrat en el Convent de la Merced Descalza de la capital. El va succeir el seu fill Manuel, però que en morir abans que la seva mare, l'any 1700, no va arribar mai a prendre possessió dels estats familiars i, finalment, esdevindria hereu el segon fill, Nicolás, amb el qual es van unir les cases de Priego i de Medinaceli.

## Família
Es va casar amb Feliche María de la Cerda y Aragón, filla gran dels ducs de Medinaceli al Reial Alcàsser de Madrid el 29 d'octubre de 1675. la parella va tenir cinc fills:
- Manuel (1679-1700)
- Nicolás (1682-1739)
- Luis María (1685-1751)
- María Francisca (1677-1699)
- María de la Encarnación (1686-1746)

## Títols
Entre 1650 i 1679
- V Marquès de Montalbán
- V Marquès de Villafranca
- V Marquès de Villalba

Entre 1665 i 1690
- VII Duc de Feria
- VII Marquès de Priego